# Ніколас Тінберген
Ніколас (або Ніко) Тінберген (нід. Nikolaas Tinbergen; 15 квітня 1907, Гаага — 21 грудня 1988) — нідерладський етолог і орнітолог, лауреат Нобелівської премії 1973 року (разом з Карлом фон Фрішом і Конрадом Лоренцом) за відкриття, пов'язані з визначенням індивідуума та соціальною поведінкою тварин. Згодом він став відомий як популяризатор зоології. Зокрема, в 1960-х роках, разом з режисером Г'ю Фолкусом (англ. Hugh Falkus), він випустив серію фільмів про дику природу — такі, як «Загадка грака» (англ. The Riddle of the Rook, 1972) і «Сигнали на виживання» (англ. Signals for Survival, 1969), що виграли приз італійського фестивалю того самого року й американську Блакитну стрічку в 1971.

## Біографія
Ніколас Тінберген народився в Гаазі, Нідерланди. Його брати були Ян Тінберген, перший лауреат Премії Шведського банку з економіки імені Альфреда Нобеля, і Люк Тінберген.
Тінен захопився природою ще замолоду. Він навчався біології в Лейденському університеті, а протягом Другої світової війни потрапив у полон до нацистів. Це охолодило його відносини з давнім співпрацівником Конрадом Лоренцом. Тільки через кілька років вони відновили співпрацю. Після війни Тінберген переїхав до Англії, де викладав в Оксфордському університеті. Його найвідомішим студентом був Ричард Докінз.
Тінберген одружився з Елізабет Руттен і мав з нею п'ятьох дітей. Він помер 21 грудня 1988 року внаслідок серцевого нападу у своєму будинку в Оксфорді.